# Puerto Rico International Athletics Classic 2022
Das Puerto Rico International Athletics Classic 2022 war eine Leichtathletik-Veranstaltung, die am 12. Mai 2022 im Estadio Francisco Montaner in Ponce auf Puerto Rico stattfanf. Sie war Teil der World Athletics Continental Tour und zählte zu den Silber-Meetings.

## Resultate

### Männer

#### 100 m
| Platz | Athlet                 | Land | Zeit (s)  |
| ----- | ---------------------- | ---- | --------- |
| 1     | Trayvon Bromell        | USA  | 09,92 =MR |
| 2     | Brandon Carnes         | USA  | 10,02 PB  |
| 3     | Kyree King             | USA  | 10,11     |
| 4     | Nigel Ellis            | JAM  | 10,16 SB  |
| 5     | Abdul Hakim Sani Brown | JPN  | 10,21     |
|       | Yohan Blake            | JAM  | DNS       |

Wind: −0,2 m/s

#### 300 m
| Platz | Athlet             | Land | Zeit (s) |
| ----- | ------------------ | ---- | -------- |
| 1     | Steven Gardiner    | BAH  | 31,52 PB |
| 2     | Vernon Norwood     | USA  | 31,81 PB |
| 3     | Nathon Allen       | JAM  | 32,04    |
| 4     | Christopher Taylor | JAM  | 32,29    |
| 5     | Kahmari Montgomery | USA  | 32,64 PB |

#### 400 m
| Platz | Athlet           | Land | Zeit (s) |
| ----- | ---------------- | ---- | -------- |
| 1     | Kirani James     | GRN  | 44,70 SB |
| 2     | Sean Bailey      | JAM  | 45,42 SB |
| 3     | Trevor Stewart   | USA  | 45,50 SB |
| 4     | Bryce Deadmon    | USA  | 45,79    |
| 5     | Wilbert London   | USA  | 46,04    |
| 6     | Khallifah Rosser | USA  | 46,08 SB |
| 7     | Demish Gaye      | JAM  | 46,32    |
| 8     | Ezequiel Suárez  | PUR  | 47,29    |

#### 800 m
| Platz | Athlet                 | Land | Zeit (min) |
| ----- | ---------------------- | ---- | ---------- |
| 1     | Clayton Murphy         | USA  | 1:45,54    |
| 2     | Michael Saruni         | KEN  | 1:46,14    |
| 3     | Ryan Sánchez           | PUR  | 1:46,42 SB |
| 4     | CJ Jones               | USA  | 1:46,63 PB |
| 5     | Robert Downs           | USA  | 1:46,86 SB |
| 6     | Daniel Nixon           | USA  | 1:48,01 SB |
| 7     | Abraham Alvarado       | USA  | 1:48,21    |
| 8     | Shane Streich          | USA  | 1:48,86 SB |
| 9     | John Lewis (Pacemaker) | USA  | 1:49,06    |

#### 110 m Hürden
| Platz | Athlet           | Land | Zeit (s) |
| ----- | ---------------- | ---- | -------- |
| 1     | Hansle Parchment | JAM  | 13,15 SB |
| 2     | Devon Allen      | USA  | 13,20    |
| 3     | Jamal Britt      | USA  | 13,30 SB |
| 4     | Michael Dickson  | USA  | 13,34 SB |
| 5     | Aaron Mallett    | USA  | 13,49    |
| 6     | Shane Brathwaite | BAR  | 13,54    |
| 7     | Damion Thomas    | JAM  | 13,58 SB |

Wind: −0,2 m/s

#### Hochsprung
| Platz | Athlet         | Land | Höhe (m)   |
| ----- | -------------- | ---- | ---------- |
| 1     | Jamal Wilson   | BAH  | 2,22 MR SB |
| 2     | Jeron Robinson | USA  | 2,17       |
| 2     | Luís Castro    | PUR  | 2,17       |
| 4     | Trey Culver    | USA  | 2,17       |
| 5     | Donald Thomas  | BAH  | 2,10       |

#### Dreisprung
| Platz | Athlet           | Land | Weite (m) |
| ----- | ---------------- | ---- | --------- |
| 1     | Donald Scott     | USA  | 16,88 SB  |
| 2     | Almir dos Santos | BRA  | 16,77     |
| 3     | Chris Benard     | USA  | 16,76     |
| 4     | Chris Carter     | USA  | 16,49     |
| 5     | Jordan Scott     | JAM  | 16,46 SB  |
| 6     | Christian Taylor | USA  | 15,91     |

#### Kugelstoßen
| Platz | Athlet           | Land | Weite (m)   |
| ----- | ---------------- | ---- | ----------- |
| 1     | Ryan Crouser     | USA  | 22,75 WL MR |
| 2     | Payton Otterdahl | USA  | 20,76       |
| 3     | Andrew Liskowitz | USA  | 20,55       |
| 4     | Nick Ponzio      | ITA  | 20,53       |
| 5     | Eric Favors      | IRL  | 20,07 PB    |
| 6     | O’Dayne Richards | JAM  | 19,91 SB    |

### Frauen

#### 100 m
| Platz | Athletin              | Land | Zeit (s) |
| ----- | --------------------- | ---- | -------- |
| 1     | Elaine Thompson-Herah | JAM  | 10,93 MR |
| 2     | Michelle-Lee Ahye     | TTO  | 11,06    |
| 3     | Shania Collins        | USA  | 11,08    |
| 4     | Tamari Davis          | USA  | 11,08 PB |
| 5     | Natalliah Whyte       | JAM  | 11,13    |
| 6     | Morolake Akinosun     | USA  | 11,18    |
| 7     | Cambrea Sturgis       | USA  | 11,29    |
| 8     | Kayla White           | USA  | 11,47    |

Wind: −0,8 m/s

#### 400 m
| Platz | Athletin               | Land | Zeit (s) |
| ----- | ---------------------- | ---- | -------- |
| 1     | Athing Mu              | USA  | 50,42 SB |
| 2     | Gabby Scott            | PUR  | 51,42 PB |
| 3     | Junelle Bromfield      | JAM  | 51,82    |
| 4     | Natassha McDonald      | CAN  | 51,98 SB |
| 5     | Jessica Beard          | USA  | 52,27    |
| 6     | Chrisann Gordon-Powell | JAM  | 52,47    |
| 7     | Paola Morán            | MEX  | 53,27    |

#### 1500 m
| Platz                         | Athletin                      | Land | Zeit (min) |
| ----------------------------- | ----------------------------- | ---- | ---------- |
| 1                             | Adelle Tracey                 | GBR  | 4:05,96    |
| 2                             | Allie Wilson                  | USA  | 4:06,37 PB |
| 3                             | Sadi Henderson                | USA  | 4:07,10 PB |
| 4                             | Yolanda Ngarambe              | SWE  | 4:07,23 SB |
| 5                             | Alma Cortes                   | MEX  | 4:07,75 PB |
| 6                             | Charlene Lipsey               | USA  | 4:10,80    |
| 7                             | Angelín Figueroa              | PUR  | 4:19,04 SB |
| 8                             | Lauren Berman                 | USA  | 2:24,36 SB |
|                               | Rachael Walters (Pacemakerin) | USA  | DNF        |
| Kendra Chambers (Pacemakerin) | USA                           | DNF  |            |

#### 100 m Hürden
| Platz | Athletin              | Land | Zeit (s)     |
| ----- | --------------------- | ---- | ------------ |
| 1     | Alaysha Johnson       | USA  | 12,50 =MR PB |
| 2     | Jasmine Camacho-Quinn | PUR  | 12,52        |
| 3     | Danielle Williams     | JAM  | 12,67        |
| 4     | Chanel Brissett       | USA  | 12,73 SB     |
| 5     | Tia Jones             | USA  | 12,77        |
| 6     | Sharika Nelvis        | USA  | 12,82        |
| 7     | Kristi Castlin        | USA  | 13,06        |
| 7     | Paola Vázquez         | PUR  | 13,35        |

Wind: +0,3 m/s

#### 400 m Hürden
| Platz | Athletin        | Land | Zeit (s) |
| ----- | --------------- | ---- | -------- |
| 1     | Janieve Russell | JAM  | 54,09 SB |
| 2     | Shiann Salmon   | JAM  | 54,43 PB |
| 3     | Rushell Clayton | JAM  | 54,90 SB |
| 4     | Lina Nielsen    | GBR  | 55,28    |
| 5     | Mo Jiadie       | CHN  | 55,87 SB |
| 6     | Ronda Whyte     | JAM  | 55,97    |
| 7     | Grace Claxton   | USA  | 56,29    |

#### Stabhochsprung
| Platz | Athletin           | Land | Höhe (m) |
| ----- | ------------------ | ---- | -------- |
| 1     | Sandi Morris       | USA  | 4,72 WL  |
| 2     | Katerina Stefanidi | GRC  | 4,62     |
| 3     | Bridget Williams   | USA  | 4,52     |
| 4     | Olivia Gruver      | USA  | 4,42     |
| 5     | Emily Grove        | USA  | 4,32     |
| 6     | Viviana Quintana   | PUR  | 4,12 SB  |
|       | Diamara Planell    | PUR  | NMH      |

#### Weitsprung
| Platz | Athletin           | Land | Weite (m) |
| ----- | ------------------ | ---- | --------- |
| 1     | Ese Brume          | NGR  | 6,90 w    |
| 2     | Quanesha Burks     | USA  | 6,65      |
| 3     | Tiffany Flynn      | USA  | 6,54 SB   |
| 4     | Chanice Porter     | JAM  | 6,51 SB   |
| 5     | Tissanna Hickling  | JAM  | 6,45      |
| 6     | Alysbeth Félix     | PUR  | 6,45 PB   |
| 7     | Lorraine Ugen      | GBR  | 6,41 w    |
| 8     | Sha'Keela Saunders | USA  | 6,35      |
| 9     | Keturah Orji       | USA  | 6,09 w    |
| 10    | Akela Jones        | BAR  | 5,81 w    |
| 11    | Jasmine Todd       | USA  | 5,76      |